# 위진 (삼국지)
위진(衛臻, ? ~ ?)은 후한 말 ~ 삼국 시대 위나라의 정치인이다. 자는 공진(公振)이며 연주 진류군 양읍현(襄邑縣) 사람이다. 후한의 효렴 위자의 아들이며, 사도를 역임했다.

## 행적
진류태수 하후돈의 밑에서 계리(計吏)로 일하며 관직 생활을 시작했다. 그러나, 이때 하후돈이 부인을 연회에 출석하도록 명령했는데, 위진은 이를 두고 “말세의 풍속이며, 바른 예절이 아니다!”라고 했으므로 하후돈에게 사로잡혔다가 사면받았다. 이후 조정에 나아가 황문시랑(黃門侍郞)이 되었다.
건안 4년(199년), 상서우복야(尙書右僕射)가 되었다.
조조가 표를 올려 승상군사에 참여하게 했다. 아버지 위자의 공을 추록하여 위진을 관내후로 삼고, 호조연으로 전임시켰다. 문제가 위왕이 되었을 때 산기상시가 되었고, 황제가 되었을 때 안국정후에 봉해졌다. 당시 신하들은 모두 위나라를 칭송하고 한조를 폄하했지만, 위진만은 한 헌제가 선양한 의미를 분명히 하고 한조의 미덕을 칭송했다. 상서로 승진했고, 시중·이부상서로 전임되었다. 문제가 광릉으로 행행할 때, 중령군을 대행하여 종군했다. 정동대장군 조휴가 항복한 적의 자백을 받아, 손권은 유수구에 있다고 표를 올렸는데, 위진은 이것이 거짓임을 간파했다.
명제가 즉위하자 승진하여 강향후에 봉해졌고, 상서우복야로 전임되었으며(《송서》에 따르면 이것이 상서복야를 좌우로 나눈 시초라 한다), 관리 선발을 관장하고, 여전히 시중을 더하였다. 중호군 장제가 옛 한 고조는 도망친 죄인(한신)을 상장으로 썼고, 주의 문왕은 어부(태공망)를 뽑아 태사로 쓴 일을 들어, 하필 규범에 따라 시험한 후에 등용할 것인지를 물었다. 위진은, 옛 사람은 지혜를 버리고 제도로서 관리를 선발했다고 하고, 마음대로 관리를 선발하는 선례를 남기면 천하 사람들이 다투어 일어나 분란이 있을 것이라 답했다.
제갈량이 천수로 침임한 후, 정촉장군, 가절·도독제군사가 되었다. 장안에 이르렀을 때에는 이미 제갈량은 후퇴했다. 돌아와서는 복직하여 광록대부를 더하였다. 명제가 궁전 건축에 열중하는 것을 자주 간언했으며, 이로 인해 전중감(殿中監)이 월권 행위를 하는 행위도 상주하고 명제와 상론했다.
유주자사 관구검이 표를 올려 유주의 군대로 공손연이 할거하는 요동을 평정하기를 구했다. 위진은 이미 공손씨가 3대를 내려오면서 요동을 통치하고 오랑캐를 위무하며 군사를 훈련시키는데, 관구검이 일지군으로 깊숙이 들어가 급히 평정하고자 하므로 망령된 것이라 말했다. 경초 원년(237년), 관구검은 옥새가 찍힌 조서를 가지고 공손연을 소환했으나, 이에 공손연이 군대를 일으켜 관구검과 공손연이 서로 싸워 관구검이 불리하여 퇴각했다. 사공으로 승진했고, 사도로 옮겼다. 정시 연간, 승진하여 장원후가 되었다. 나중에 은퇴를 청원하니 황제 조방은 조서를 내려 집 한 채와 특진을 내리고 삼사와 같이 대우했다. 죽은 후 태위로 추증되었고, 시호를 내려 경(敬)이라 하였다. 작위는 아들 위열이 이었다.
옛날, 태조가 태자를 정하지 않고 조식을 총애했을 때, 조식의 심복 정의가 위진에게 자신들과 결탁할 것을 권했으나, 위진은 이를 거절했다. 문제가 제위에 오르고 동해왕을 총애했는데, 문제가 위진에게 “평원후는 어떠한가?(혹은 평원후와 같은가?)”라 묻자 그 덕행을 찬미할 뿐, 아무 말도 하지 않았다. 조상이 보정할 때, 위진에게 상서령을 맡기고 또 자기 아우를 위해 구혼했지만, 허락하지 않았다.
제갈탄, 하후현, 등양 등은 서로 평하여 이름을 붙였는데, 위열은 유방의 아들 유희, 손자의 아들 손밀과 함께 제갈탄, 하후현, 등양에는 미치지 못하지만, 아버지가 위세 있는 자리에 있으므로 함께 삼예(三豫)라 하였다. 이러한 평가를 경박한 풍조로 여겨 싫어한 명제에게 면직당했다. 위열은 아버지의 뒤를 잇고, 함희 연간(264년-265년)에 광록훈이 되었다.

## 가계
위경(衛京)과 위해(衛楷)는 모두 2천 석의 관직에 올랐다.
위권(衛權)은 자가 백여(伯輿)로, 서진의 대사마 여남왕 사마량이 보정할 때 상서랑으로 임명되었다.

### 관련 인물
위자